# Víctor Deco
Víctor Deco (Sevilla, 12 de mayo de 1998) es un balonmanista español, formado en la cantera del BM Montequinto, ha jugado en diversos equipos de División Honor Plata y 1.ª División hasta jugar en el BM PROIN Triana desde la temporada 2023/24.

## Trayectoria
Formado en las categorías inferiores del BM Montequinto, debutó en la División de Honor Plata en la temporada 2016-17 con el ARS Palma del Río.
En la siguiente temporada 2017-2018, Deco jugó en Primera Nacional en Villafranca de los Barros en Extremadura.
En la temporada 2018/19 se incorporó al BM Maristas Algemesí, donde compitió en 1.ª Divión Nacional, consiguió estar en puestos de ascenso en las dos temporadas que estuvo en el club valenciano.
Las dos siguientes campañas las disputó en la SD Teucro, donde volvió a jugar en División de Honor B. En la temporada 2021/22 descendió a 1.ª División Nacional.
En la siguiente temporada 2022/23, volvió a jugar en División de Honor Plata, ya que fichó por el CB Villa de Aranda.
En la temporada 2023/24 volvió a Sevilla a jugar con el CB Proin Triana de su ciudad natal.
En el aspecto de selecciones nacionales, cabe destacar su participación en las diferentes categorías de la selección Andaluza logrando un primer puesto en cadete en 2014 y un tercer puesto en juveniles en 2016. En su último año de juveniles, temporada 2015-2016, disputó con la selección española el Campeonato de Europa en Croacia, donde quedó en 6.ª posición. Con la selección juvenil disputó 13 partidos y marcó 5 goles.

## Historial de Temporadas
| Temporada | Liga                           | Equipo               | Fase          | Goles | Partidos | Media |
| --------- | ------------------------------ | -------------------- | ------------- | ----- | -------- | ----- |
| 2018/2019 | 1.ª División Gr.E              | CB Maristas Algemesí | -             | 29    | 28       | 1,04  |
| 2019/2020 | 1.ª División Gr.E              | CB Maristas Algemesí | -             | 43    | 22       | 1,95  |
| 2020/2021 | División de Honor Plata - Gr.A | SD Teucro            | 1.ª Fase      | 40    | 18       | 2,22  |
| 2020/2021 | División de Honor Plata - Gr.A | SD Teucro            | Fase Descenso | 22    | 10       | 2,2   |
| 2021/2022 | División de Honor Plata - Gr.A | SD Teucro            | 1.ª Fase      | 64    | 18       | 3,56  |
| 2021/2022 | División de Honor Plata - Gr.A | SD Teucro            | Fase Descenso | 34    | 9        | 3,78  |
| 2023/2024 | División de Honor Plata - Gr.B | BM Villa de Aranda   | -             | 17    | 14       | 1,21  |
| 2023/2024 | 1.ª División Gr.F              | CB PROIN Triana      | -             | 35    | 9        | 3,89  |

- Actualizado a 12/11/2023 - Jornada 9 - Fuente:RFEBM